# Muleshoe virus
Muleshoe virus (англ.) — вид вирусов, возможный член рода Orthohantavirus из порядка Bunyavirales. Распространён в южной части Соединённых Штатов Америки и вызывает хантавирусный кардиопульмональный синдром.

## История изучения
Вирус был впервые открыт в 1995 году в округе Деф-Смит штата Техас. Исследование было вызвано случаем смерти ребёнка от хантавирусного кардиопульмонального синдрома. У двух пойманных щетинистых хлопковых хомяков (Sigmodon hispidus) были зафиксированы следы нового, до сих пор не зарегистрированного хантавируса, у которого  очень близкая связянного с Bayou оrthohantavirus. Как выяснилось позже, причиной смерти ребёнка от хантавирусного кардиопульмонального синдрома был также распространённый на территории Техаса вирус Син Номбре. С 1999 по 2016 год был валидным видом в роде Hantavirus, но исследования 2016 года не дали достаточных оснований для сохранения этого статуса и перевели таксон в возможные члены рода.

## Переносчик
Естественным резервуаром для вируса являются щетинистые хлопковые хомяки.